# Mia Sara
Mia Sara (sinh ngày 19 tháng 6 năm 1967) hay tên khai sinh Mia Sarapochiello (phiên âm:/ˌsɑːrəpəˈkjɛloʊ/) là một nữ diễn viên người Mỹ. Bà bắt đầu trở nên nổi tiếng với vai diễn Sloane Peterson trong bộ film hài năm 1986 Kỳ nghỉ của Ferris Bueller (Ferris Bueller's Day Off), sau đó là Melissa Walker trong Timecop và hàng loạt phim truyền hình khác.

## Tiểu sử
Mia Sara sinh ra ở Brooklyn Heights, quận Brooklyn, thành phố New York, tiểu bang New York, miền Đông Bắc Hoa Kỳ trong một gia đình có truyền thống nghệ thuật. Mia là con gái của Diana; một nhà thiết kế thời trang người Mỹ với một nhiếp ảnh gia người Ý là ông Jerome Sarapochiello. Mia còn có một em gái là Cassie Sarapochiello.
Bà từng học tiểu học và [trung học tại Trường Saint Ann's (tạm dịch là: Trường của Thánh Anna), ngôi trường được đặt theo tên của thánh Anna, bà ngoại của Jesus. Đây là một trường học tư nhân định hướng nghệ thuật ở Brooklyn, New York. Bà tốt nghiệp trung học tại đây năm 1985.

## Sự nghiệp
Bước đột phá đầu tiên trong sự nghiệp của Sara là vai chính Công chúa Lili trong bộ film Huyền thoại sản xuất năm 1985, đóng cùng với Tom Cruise, trong film bà vào vai nhân tình của nam tài tử hào hoa này. Sau đó, Sara diễn xuất khá thành công khi vào vai Sloane Peterson là bạn gái của Ferris Bueller trong bộ film hài tuổi teen Ferris Bueller's Day Off.
Năm 1994, bà giành giải Sao Thổ cho nữ diễn viên phụ xuất sắc nhất với vai diễn Melissa Walker trong Timecop. Trong film này, Melissa là vợ của anh cảnh sát Max Walker do ngôi sao film hành động Jean-Claude Van Damme thủ vai. Sau khi tận mắt chứng kiến cảnh vợ Melissa bị ám sát tại nhà riêng, Max đã rất đau buồn. Sau đó 10 năm, anh sử dụng cỗ máy thời gian mới nghiên cứu ra của TEC để quay trở lại quá khứ trừng trị kẻ gian. Kết quả là Max đã cứu được Melissa cùng đứa con mà cô đang có mang với anh năm đó.

## Đời sống cá nhân
Sara thích bay lượn và bà đã nhận được giấy phép lái máy bay cá nhân vào năm 1994.
Ngày 17 tháng 3 năm 1996, Sara kết hôn với diễn viên Jason Connery (con trai của Sean Connery), hai người đã gặp nhau khi cùng tham gia ghi hình bộ phim Bullet to Beijing ở Nga. Tháng 6 năm 1997, Sara đã sinh được một bé trai tên là Dashiell Quinn Connery. Sau đó, hai người đã ly hôn năm 2002.
Ngày 6 tháng 4 năm 2010, Sara tái hôn với Brian Henson, ông là con trai cả của Jim Henson. Trước đây, Sara từng tham gia diễn xuất trong phim Jack and the Beanstalk: The Real Story được đạo diễn bởi Brian. Từ đó, hai người trở nên gần gũi và bắt đầu nảy sinh quan hệ tình cảm. Kết quả là họ đã có với nhau một bé gái sinh năm 2005 tên là Amelia Jane Henson (trước khi kết hôn 5 năm).

## Diễn xuất

### Điện ảnh
| Năm  | Tựa đề                                                | Vai diễn                    | Ghi chú   |
| ---- | ----------------------------------------------------- | --------------------------- | --------- |
| 1985 | Huyền thoại                                           | Princess Lili               |           |
| 1986 | Ferris Bueller's Day Off (Kỳ nghỉ của Ferris Bueller) | Sloane Peterson             |           |
| 1988 | Apprentice to Murder                                  | Alice Spangler              |           |
| 1988 | Shadows in the Storm                                  | Melanie                     |           |
| 1990 | Any Man's Death                                       | Gerlind                     |           |
| 1991 | A Climate for Killing                                 | Elise Shipp                 |           |
| 1991 | By the Sword                                          | Erin Clavelli               |           |
| 1992 | A Stranger Among Us                                   | Leah                        |           |
| 1994 | Caroline at Midnight                                  | Victoria Dillon             |           |
| 1994 | Timecop                                               | Melissa Walker              |           |
| 1995 | The Set Up                                            | Gina Sands                  |           |
| 1995 | The Pompatus of Love                                  | Cynthia                     |           |
| 1995 | Black Day Blue Night                                  | Hallie Schrag               |           |
| 1996 | The Maddening                                         | Cassie Osborne              |           |
| 1999 | Dazzle                                                | Miss Martinet               |           |
| 2000 | Little Insects                                        | Princess Dayzie (giọng nói) |           |
| 2001 | The Impossible Elephant                               | Molly Connor                |           |
| 2002 | Turn of Faith                                         | Annmarie De Carlo           |           |
| 2003 | Hoodlum & Son                                         | Ellen Heaven                |           |
| 2012 | Dorothy and the Witches of Oz                         | Princess Langwidere         |           |
| 2013 | Pretty Pretty                                         | Narciss                     | Film ngắn |

### Truyền hình
| Năm     | Tựa đề                                                     | Vai diễn                          | Ghi chú                                       |
| ------- | ---------------------------------------------------------- | --------------------------------- | --------------------------------------------- |
| 1987    | Queenie                                                    | Queenie Kelly / Dawn Avalon       | TV miniseries                                 |
| 1988    | Alfred Hitchcock Presents                                  | Sara Fletcher                     | "Twisted Sisters"                             |
| 1989    | Big Time                                                   | Fran                              | Film truyền hình                              |
| 1989    | Till We Meet Again                                         | Delphine de Lancel                | TV miniseries                                 |
| 1990    | Daughter of Darkness                                       | Katherine Thatcher                | Film truyền hình                              |
| 1992    | Call of the Wild                                           | Jessie Gosselin                   | Film truyền hình                              |
| 1993    | Blindsided                                                 | Chandler Strange                  | Film truyền hình                              |
| 1993    | Time Trax                                                  | Elyssa Channing-Knox / Annie Knox | "A Stranger in Time", "To Kill a Billionaire" |
| 1995    | Bullet to Beijing                                          | Natasha                           | Film truyền hình                              |
| 1995–96 | Chicago Hope                                               | Annie Rueman                      | "Informed Consent", "Women on the Verge"      |
| 1996    | Strangers                                                  | Ginny                             | "Stone Heart"                                 |
| 1996    | Midnight at Saint Petersburg                               | Natasha                           | Film truyền hình                              |
| 1996    | Undertow                                                   | Willie Yates                      | Film truyền hình                              |
| 1997    | 20.000 Leagues Under the Sea (Hai vạn dặm dưới đáy biển)   | Mara                              | TV miniseries                                 |
| 1998    | Hard Time                                                  | Myler                             | Film truyền hình                              |
| 2001    | Jack and the Beanstalk: The Real Story                     | Ondine                            | "1.1", "1.2"                                  |
| 2002    | Lost in Oz                                                 | Loriellidere                      | Unsold TV pilot                               |
| 2002–03 | Birds of Prey                                              | Dr. Harleen Quinzel/Harley Quinn  | Vai chính                                     |
| 2005    | CSI: NY                                                    | Cala Winger                       | "Jamalot"                                     |
| 2006    | Nightmares & Dreamscapes: From the Stories of Stephen King | Beautiful Passenger               | "Battleground"                                |
| 2007    | Tinseltown                                                 | Lena                              | TV series                                     |
| 2011    | The Witches of Oz                                          | Princess Langwidere               | TV miniseries                                 |